# Vojtěch Šimek (filozof)
Vojtěch Šimek (* 1. září 1976, Praha) je český filozof a vysokoškolský pedagog, jenž působí na Katedře filosofie a religionistiky Teologické fakulty Jihočeské univerzity v Českých Budějovicích, kde vyučuje filozofickou propedeutiku, obecnou a aplikovanou etiku, dějiny filozofie 20. století, environmentální výchovu aj. Je členem Pracovní skupiny pro sociální otázky při ČBK (v ekologické sekci) a Společnosti pro křesťansky orientovanou filosofii v ČR a SR.

## Dílo
- ŠIMEK, Vojtěch. Morální odpovědnost a její filosofické a spekulativněteologické pozadí v díle Hanse Jonase. Brno: Centrum pro studium demokracie a kultury, 2018. ISBN 978-80-732-5429-2.
- Wendy Drozenová, Vojtěch Šimek a kol. Filosofie Hanse Jonase. Praha: Filosofia, 2019. ISBN 978-80-7007-601-9.
- ŠIMEK, Vojtěch. Nikolaj Alexandrovič Berďajev - filosof svobody. Teologické texty. 2010, čís. 2. Dostupné online [cit. 2021-03-30].